# Géniusz (fogalom)

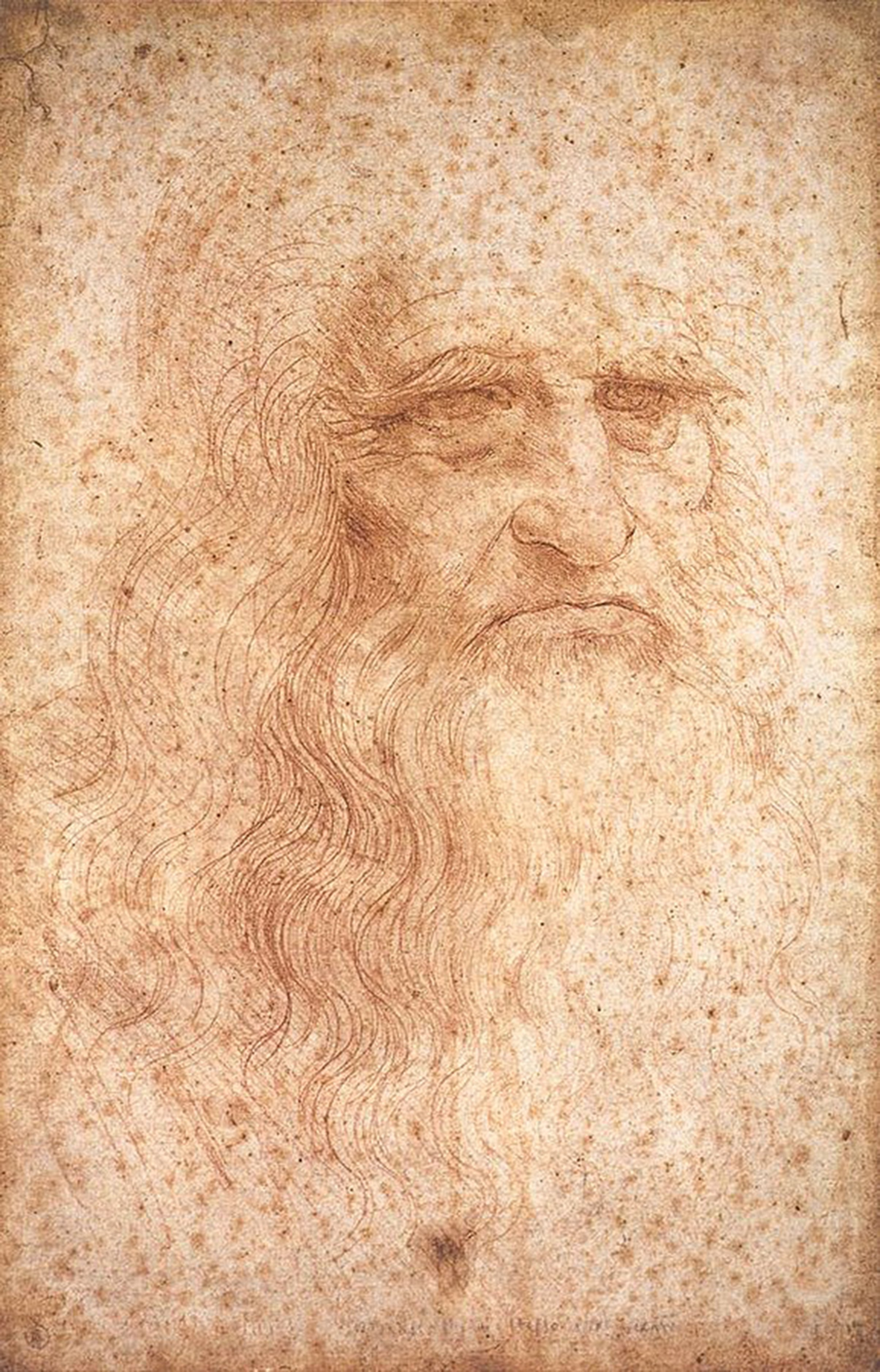
Leonardo da Vinci polihisztor, akit géniusznak tartanak

A géniusz (a latin genius szóból, a köznyelvben általában zseni névvel illetik) olyan személy, aki kimagaslóan magas intelligenciával, illetve tehetséggel rendelkezik.
A magyar géniusz szó a latin genius szóból származik, maga a latin szó pedig a geno igéből ered, amely azt jelenti: "szülni, nemzeni". A geno pedig a görög gennao szóból származik, amely a következőt jelenti: "nemz, teremt".
A géniuszok vagy polihisztorok, akik több dologban kiválóak, vagy nagy elismeréseket érnek el egy kimondott tevékenységben.
A géniusz szónak nincs tudományosan pontos meghatározása. A zsenialitást általában a tehetséggel asszociálják, de egyes szerzők, például Cesare Lombroso és Arthur Schopenhauer megkülönböztetik ezeket a fogalmakat. Walter Isaacson szerint a magas intelligencia csak előfeltétel, a tulajdonság, ami ténylegesen meghatározza a géniuszt, az a különleges képesség, amellyel kreatív és ötletes gondolkozást tud alkalmazni, majdnem minden szituációban.
A géniuszokat az irodalomban és a filmekben vagy hősnek, vagy gonosznak ábrázolják. A populáris kultúrában sztereotip módon vagy elmés csodagyerekként, vagy megkínzott zseninek ("tortured genius") ábrázolják őket.
Mind a szakirodalomban, mind a filmekben a megkínzott zseniális szereplőt tökéletlennek vagy tragikus hősnek tekintik, aki a felsőbb intelligencia, az arrogancia, a függőség, a kínosság, a mentális egészségi problémák, a szociális készségek hiányával, elszigeteltség vagy más bizonytalanság gondjaival küzd. Gyakran küzdenek a személyes kihívások leküzdésén, hogy különleges képességeiket jóra fordítsák, vagy engedjenek saját tragikus hibáiknak és sikereiknek. Példák az ilyen szereplőkre: Bruce Banner (Hulk, Dr. Jekyll és Mr. Hyde (Dr. Jekyll és Mr. Hyde különös esete). Kevésbé extrém példák a "tortured genius" sztereotípiára: Sherlock Holmes, Wolfgang Amadeus Mozart (Amadeus), Dr. John Nash (Egy csodálatos elme), Leonardo Da Vinci (Da Vinci démonai), Dr. Gregory House (Dr. House), Will Hunting (Good Will Hunting), és Dr. Sheldon Cooper (Agymenők).
Az egyik leghíresebb géniuszok közötti rivalizálás Sherlock Holmes és Moriarty professzor konfliktusa. Utóbbi az őrült tudós modern archetípusának számít.
Mivel úgy tűnik, hogy a filmipar nem tudja remekül megragadni a zsenik komplexitását a filmekben, a készítők általában sztereotípiákat használnak. Ez csak terjeszti a zsenikről alkotott negatív nézeteket. A probléma része az is, hogy a "zseni" szót sokkal inkább a férfiakkal azonosítják.

## Fordítás
- Ez a szócikk részben vagy egészben  a   Genius című angol Wikipédia-szócikk fordításán alapul.  Az eredeti cikk szerkesztőit annak laptörténete sorolja fel. Ez a jelzés csupán a megfogalmazás eredetét és a szerzői jogokat jelzi, nem szolgál a cikkben szereplő információk forrásmegjelöléseként.